# Deutsch-Hellas
Die Zeitschrift Deutsch-Hellas erschien als „Erste illustrierte Reform-Zeitschrift zur Gesundung des gesamten nationalen Lebens zugleich Organ der Buttenstedt'schen Empfindungsphilosophie“ in den Jahren 1907/08. Sie gilt als eine der ersten Zeitschriften der Lebensreform.
Herausgegeben wurde die Zeitschrift von Hermann Dames in seinem Verlag Hellas. Im Verlag Hellas erschien 1907 auch Aus unseren vier Wänden. 28 Bilder mit der Schere aus freier Hand geschnitten von Margarethe Baum mit Texten von Frau Alma Blasius. Von Alma Blasius sind auch verschiedene Beiträge in Deutsch-Hellas erschienen. Weitere Veröffentlichungen des Verlags sind nicht bekannt.
In der Zeitschrift veröffentlichte Dames neben eigenen Beiträgen mehrere Artikel von Carl Buttenstedt und insbesondere von Georg Fuhrmann, auch unter dem Pseudonym Egbert Falk, aber auch Texte von Fidus oder Richard Ungewitter.